# INF-avtalet
INF-avtalet (Intermediate-Range Nuclear Forces; officiellt: Avtalet mellan USA och Sovjetunionen om att avskaffa medel- och kortdistansrobotar) är ett avtal slutet den 8 december 1987 i Washington D.C., verkställt 1991, mellan Sovjetunionen och USA om kärnvapennedrustning genom att avskaffa medeldistansrobotar. Avtalet ses ibland som början till slutet på kalla kriget. De robotar som avsågs var landbaserade robotar med 500 km till 5 500 km räckvidd.
Eftersom Ryssland bryter mot avtalet meddelade USA:s president Donald Trump den 20 oktober 2018 att USA skulle dra sig ur INF-avtalet. USA lämnade avtalet den 2 februari 2019, som annonserat av USA:s utrikesminister Mike Pompeo dagen innan. Samma dag meddelade Vladimir Putin att Ryssland skulle träda ur avtalet, med omedelbar verkan.

## Bakgrund
I augusti 1976 började Sovjetunionen placera ut robotar av typen RSD-10 Pioner i väst känd som SS-20 Saber, en rörlig och svårupptäckt medeldistansrobot med tre oberoende stridsspetsar på vardera 150 kt. Robotarna hade en maximal räckvidd på 5000 kilometer som gav möjlighet att nå mål i Västeuropa från avskjutningsplatser i Sovjetunionen men var samtidigt under gränsen på 5500 kilometers räckvidd för att omfattas av begränsningarna i SALT II-avtalet. RSD-10 Pioner ersatte äldre robotar av typerna R-12 Dvina (SS-4 Sandal) och R-14 Tjusovaja (SS-5 Skean) som sågs som ett begränsat hot av NATO på grund av deras dåliga precision, långa klargörningstider och beroende av fasta baser. Till skillnad från de äldre robotarna som sågs som enbart defensiva vapen sågs den nya RSD-10 som ett offensivt vapen.
Den 12 december 1979, efter ett starkt tryck från NATO:s europeiska medlemmar att svara på hotet från de nya RSD-10-robotarna, antog ett ministermöte i Bryssel med försvars och utrikesministrar beslutet NATO Double-Track Decision. Vilket innebar att man fram till 1983 skulle försöka undanröja hotet genom nedrustningsförhandlingar och om detta inte gick att uppnå skulle man utöka sin egen styrka med medeldistansrobotar, genom att de äldre MGM-31 Pershing-robotarna skulle ersättas med den nya Pershing II och att kärnvapenbärande kryssningsrobotar av typen BGM-109G Gryphon skulle placeras ut.

## Skrotade robotar
- USA
  - MGM-31 Pershing
  - Pershing II
  - BGM-109G Gryphon
- Sovjetunionen
  - R-12 Dvina
  - R-14 Tjusovaja
  - TR-1 Temp
  - OTR-23 Oka
  - RSD-10 Pioner
  - RK-55 Relief